# Chrysochloroma saturata
Chrysochloroma saturata är en fjärilsart som beskrevs av W. Warren 1912. Chrysochloroma saturata ingår i släktet Chrysochloroma och familjen mätare. Inga underarter finns listade i Catalogue of Life.